# Спенсер (Айова)
Спенсер (англ. Spencer) — місто (англ. city) в США, в окрузі Клей штату Айова. Населення — 11 325 осіб (2020).

## Географія
Спенсер розташований за координатами 43°8′49″ пн. ш. 95°9′10″ зх. д. / 43.14694° пн. ш. 95.15278° зх. д. (43.147025, -95.152691).  За даними Бюро перепису населення США в 2010 році місто мало площу 28,95 км², з яких 28,53 км² — суходіл та 0,43 км² — водойми.

## Демографія
Згідно з переписом 2010 року, у місті мешкали 11 233 особи в 5018 домогосподарствах у складі 3009 родин. Густота населення становила 388 осіб/км².  Було 5431 помешкання (188/км²).
Расовий склад населення:
| - 96,0 % — білих - 0,7 % — азіатів - 0,5 % — чорних або афроамериканців - 0,3 % — корінних американців - 1,3 % — осіб інших рас |

До двох чи більше рас належало 1,2 %. Частка іспаномовних становила 3,5 % від усіх жителів.
За віковим діапазоном населення розподілялося таким чином: 23,0 % — особи молодші 18 років, 57,3 % — особи у віці 18—64 років, 19,7 % — особи у віці 65 років та старші. Медіана віку мешканця становила 41,5 року. На 100 осіб жіночої статі у місті припадало 91,1 чоловіків;  на 100 жінок у віці від 18 років та старших — 88,7 чоловіків також старших 18 років.
Середній дохід на одне домашнє господарство  становив 58 836 доларів США (медіана — 45 688), а середній дохід на одну сім'ю — 70 469 доларів (медіана — 61 216). Медіана доходів становила 42 001 долар для чоловіків та 31 297 доларів для жінок. За межею бідності перебувало 12,1 % осіб, у тому числі 21,2 % дітей у віці до 18 років та 9,8 % осіб у віці 65 років та старших.
Цивільне працевлаштоване населення становило 5560 осіб. Основні галузі зайнятості: освіта, охорона здоров'я та соціальна допомога — 25,0 %, роздрібна торгівля — 17,7 %, виробництво — 15,8 %.